# Bagamoyo, Tanga
Bagamoyo este o așezare situată în partea nordică a Tanzaniei, în Regiunea Tanga. La recensământul din 2002 înregistra o populație de 1129 locuitori.